# Briefmarken-Jahrgang 1937 der Deutschen Reichspost
Der Briefmarken-Jahrgang 1937 der Deutschen Reichspost umfasste 17 Sondermarken, die meisten waren mit einem Zuschlag versehen.
Dauermarken wurden in diesem Jahr keine herausgegeben. Dabei waren vier Briefmarkenblocks mit je vier gleichen Briefmarken, die sich von Block zu Block nur durch zusätzliche Aufdrucke zu den verschiedenen Anlässen unterschieden bzw. bei einem Block nicht gezähnt wurden. Es gibt keine verlässlichen Angaben zu der Auflagenhöhe der Briefmarken.

## Liste der Ausgaben und Motive
Legende
- Bild: Eine bearbeitete Abbildung der genannten Marke. Das Verhältnis der Größe der Briefmarken zueinander ist in diesem Artikel annähernd maßstabsgerecht dargestellt. Sollten keine Marken abgebildet sein, liegt es daran, dass das Urheberrecht des Künstlers noch nicht erloschen ist.
- Beschreibung: Eine Kurzbeschreibung des Motivs und/oder des Ausgabegrundes. Bei ausgegebenen Serien oder Blocks werden die zusammengehörigen Beschreibungen mit einer Markierung versehen eingerückt.
- Wert: Der Frankaturwert der einzelnen Marke in Pfennig. Ein „+“ bedeutet, dass es sich um eine Zuschlagsmarke handelt (= Frankaturwert + Spende).
- Ausgabedatum: Das Datum des erstmaligen Verkaufs dieser Briefmarke.
- Gültig bis: Das Datum, an dem die Gültigkeit endete.
- Auflage: Soweit bekannt, wird hier die zum Verkauf angebotene Anzahl dieser Ausgabe angegeben.
- Entwurf: Soweit bekannt, wird hier angegeben, von wem der Entwurf dieser Marke stammt.
- Mi.-Nr.: Diese Briefmarke wird im Michel-Katalog unter der entsprechenden Nummer gelistet.

| Sondermarken |                                                                                               |                  |                       |                   |         |                                       |       |
| Bild         | Beschreibung                                                                                  | Werte in Pfennig | Ausgabe- datum (1937) | gültig bis        | Auflage | Entwurf                               | MiNr. |
|              | Luftschutz - Schildträger mit Luftschutzabzeichen                                             | 3                | 3. März               | 31. Dezember 1938 |         | Ludwig Hohlwein                       | 643   |
|              | - Schildträger mit Luftschutzabzeichen                                                        | 6                | 3. März               | 31. Dezember 1938 |         | Ludwig Hohlwein                       | 644   |
|              | - Schildträger mit Luftschutzabzeichen                                                        | 12               | 3. März               | 31. Dezember 1938 |         | Ludwig Hohlwein                       | 645   |
|              | 48. Geburtstag von Adolf Hitler                                                               | 6+19             | 5. April              | 31. Dezember 1938 |         | Richard Klein                         | 646   |
|              | Nationale Briefmarkenausstellung wie 646, jedoch geschnitten                                  | 6+19             | 16. April             | 31. Dezember 1938 |         | Richard Klein                         | 647   |
|              | Kulturförderung wie 646, nur am anhängenden Rand mit zusätzlicher Schrift zu unterscheiden    | 6+19+25          | 10. Juni              | 31. Dezember 1938 |         | Richard Klein                         | 648   |
|              | 4. Rennen um das Braune Band von München Riem 3 Jockeys auf ihren Pferden während des Rennens | 42+108           | 1. August             | 30. Juni 1938     |         | Richard Klein                         | 649   |
|              | 9. Reichsparteitag wie 646, mit zusätzlichem Aufdruck                                         | 6+19             | 3. September          | 31. Dezember 1938 |         | Richard Klein                         | 650   |
|              | Winterhilfswerk, Schiffe - Rettungsboot Bremen                                                | 3+2              | 4. November           | 30. Juni 1938     |         | Werner und Maria von Axster-Heudtlass | 651   |
|              | - Feuerschiff Elbe 1                                                                          | 4+3              | 4. November           | 30. Juni 1938     |         | Werner und Maria von Axster-Heudtlass | 652   |
|              | - Fischerboote an der Kurischen Nehrung                                                       | 5+3              | 4. November           | 30. Juni 1938     |         | Werner und Maria von Axster-Heudtlass | 653   |
|              | - Kraft durch Freude Wilhelm Gustloff vor Madeira, Aloe                                       | 6+4              | 4. November           | 30. Juni 1938     |         | Werner und Maria von Axster-Heudtlass | 654   |
|              | - Viermastbark Padua                                                                          | 8+4              | 4. November           | 30. Juni 1938     |         | Werner und Maria von Axster-Heudtlass | 655   |
|              | - Dampfschiff Tannenberg                                                                      | 12+6             | 4. November           | 30. Juni 1938     |         | Werner und Maria von Axster-Heudtlass | 656   |
|              | - Fährschiff Schwerin                                                                         | 15+10            | 4. November           | 30. Juni 1938     |         | Werner und Maria von Axster-Heudtlass | 657   |
|              | - Schnelldampfer Hamburg                                                                      | 25+15            | 4. November           | 30. Juni 1938     |         | Werner und Maria von Axster-Heudtlass | 658   |
|              | - Schnelldampfer Europa                                                                       | 40+35            | 4. November           | 30. Juni 1938     |         | Werner und Maria von Axster-Heudtlass | 659   |

### Blocks
| 48. Geburtstag (Blocknummer 7, Marke 646)  | Nationale Briefmarkenausstellung (Blocknummer 8, Marke 647) |
| Kulturförderung (Blocknummer 9, Marke 648) | Reichsparteitag Nürnberg (Blocknummer 11, Marke 650)        |

| Ganzsachen | |                  |                       |            |         |           |       |
| Bild       | Beschreibung | Werte in Pfennig | Ausgabe- datum (1934) | gültig bis | Auflage | Entwurf   | MiNr. |
|            | Bildpostkarte für den Ortsverkehr (9 verschiedene Motive) | 5                | 1937                  |            |         | unbekannt | P 238 |
|            | Sonderkarte für die Ausstellung "Sammeln am Feierabend" (Luftpost) | 5                | 1937                  | 31.12.1939 |         | unbekannt | P 245 |
|            | Sonderkarte zum Reichsparteitag in Nürnberg (8 Motive) /01 Appell der SA /02 Vorbeimarsch des Arbeitsdienstes /03 Einmarsch der SA-Fahnen /04 Politische Leiter /05 NS-Kraftfahrer-Korps /06 Standarten der SS /07 Junghornist vor Feldlager /08 Hitlers Flugzeug über Nürnberg | 6                | 1. September          | 31.12.1938 |         | unbekannt | P 264 |
|            | Sonderkarte zum Erntedankfest | 6                | 1. Oktober            | 30.06.1938 |         | unbekannt | P 265 |
|            | Sonderkarte für das Winterhilfswerk 1937 | 6 + 4            | 22. November          | 30.06.1938 |         | unbekannt | P 266 |